# Horus - Centre international de parapsychologie et de recherche scientifique du nouvel âge
 (mars 2017).
Si vous disposez d'ouvrages ou d'articles de référence ou si vous connaissez des sites web de qualité traitant du thème abordé ici, merci de compléter l'article en donnant les références utiles à sa vérifiabilité et en les liant à la section « Notes et références ».
Le Centre international de parapsychologie et de recherche scientifique du nouvel âge, plus connu sous le nom Horus, est un nouveau mouvement religieux français de type New Age, aujourd'hui dissous.
À partir du milieu des années 1990, ce groupe a souvent été évoqué par les médias qui, se faisant l'écho de la Commission parlementaire sur les sectes en France, l'ont présenté comme une secte.

## Présentation et doctrine
Il a été créé en 1989 par Marie-Thérèse Castano, appelée Maïté (née en 1944, ancien agent immobilier, d'origine basque), à La Coucourde, dans la Drôme. Il se donne comme but la « recherche scientifique en parapsychologie ainsi que la connaissance et la recherche des lois de la nature ».
Cette communauté agraire biologique a été baptisée communauté Horus, par référence au dieu-faucon solaire Horus (symbole du mythe de la royauté égyptienne), sous le haut patronage duquel elle est placée.
Elle se compose d'une ferme écologique de 35 hectares achetés en 1992, et regroupe environ une centaine de membres, surtout des femmes, et quinze enfants.
Les membres vivent en autarcie, produisant eux-mêmes fruits et légumes et élevant du bétail.
La doctrine du groupe est de type New Age ; elle met notamment l'accent sur l'écologie, la captation de l'énergie cosmique pour les soins médicaux, la méditation, l'astrologie, la télépathie, les courants telluriques. Maïté a prétendu être la réincarnation d'une prêtresse égyptienne.[réf. nécessaire]
Selon le groupe, il serait possible d'obtenir des fruits et des légumes géants sans engrais grâce à d'énigmatiques « ondes de formes ». Prônant un retour à la nature, leurs maisons sont réglées sur l'heure solaire et dépourvues de chauffage central.
Les vaccins, les aliments industriels et la pornographie sont proscrits.

## Controverses et polémique

### Types d'accusations
Le groupe est listé comme secte dans le rapport parlementaire de décembre 1995, à la suite de la visite d'Alain Gest, président de la commission parlementaire, dans la communauté. Le groupe figure dans les mouvements ayant de 50 à 500 adeptes.
Parmi les reproches qui lui sont faits, on trouve notamment :
- la vie en communauté et les coupures avec le monde extérieur ;
- la déscolarisation des enfants ;
- le rejet de la médecine traditionnelle au profit de traitements dangereux pour la santé (par exemple de la poudre chinoise pour cicatriser les plaies, du "soleil égyptien" pour soigner le diabète, des promesses de guérisons miracles...)[3] ;
- l'emprise propre aux faux instructeurs spirituels exercée par Maïté sur les membres[réf. nécessaire] ;
- une paranoïa collective caractéristique des groupes sectaires[réf. nécessaire].

### Réponses du groupe
Pour sa défense, Maïté affirme ne pas pratiquer du tout la médecine et ne pas avoir créé d'école (elle a répété cela lors de ses procès). Elle déclare également qu'Alain Gest, venu à Horus en compagnie du maire local, a refusé d'entendre la version des faits du groupe, et « a agi comme un huissier, il est venu [leur] aviser qu'[ils étaient] une secte dangereuse ».
Les membres estiment être victimes de conspiration dans le but de divulguer leurs découvertes scientifiques au niveau de l'agriculture, ce qui justifierait leur sentiment de persécution. Ils disent par ailleurs subir des discriminations du fait de leur appartenance à la communauté (enfants raillés à l'école, rumeurs malveillantes, incendie, assassinats d’animaux, etc.).
Une image très défavorable de la communauté, présentée comme une secte dangereuse, a été donnée dans un reportage d'Envoyé spécial (réalisé le 9 décembre 1995 et diffusé sur France 2 le 4 janvier 1996). Les membres d'Horus rétorquent que le journaliste qui a réalisé le reportage et qui a fait partie du groupe pendant deux ans, aurait changé de camp par intérêt, en négociant son enquête (600 000 F) car il avait des problèmes fiscaux importants.
À la suite de sa mise en examen, Maïté a annoncé, en avril 1997, la dissolution du groupe.

## Actions judiciaires
En 1991, Maïté a été condamnée à la fermeture de son école et 10 000 francs d'amende, par le tribunal de grande instance de Valence.
Craignant qu'il se livre au prosélytisme, le Ministère de l’Éducation nationale, de la Recherche et de la Technologie a révoqué, en 1996, un enseignant membre du groupe. Toutefois, le Tribunal administratif de Grenoble, a reconnu, dans son arrêt du 18 décembre 1998, que la communauté Horus ne fait pas de prosélytisme, et a donc réhabilité cet enseignant.
Une quinzaine d’enfants de membres de la communauté ont fait l'objet d'une surveillance ordonnée par le juge des enfants de Valence pendant plusieurs mois, à la suite de plaintes de l’Éducation nationale au motif d'insuffisances éducatives enregistrées par le parquet de Valence.
Le 20 juin 1997, Maïté est mise en examen et écrouée (59 jours de détention préventive) pour non-assistance à personnes en danger, complicité de faux en écriture, et exercice illégal de la médecine, à la suite de deux décès au sein de sa communauté (une tante de 81 ans du diabète en juillet 1994, et sa nièce de 55 ans en janvier 1995 après un malaise cardiaque), les deux cadavres ayant été ensuite transportés en voiture vers leurs villages respectifs, où les décès avaient été faussement déclarés, puis les corps incinérés.
Le 12 avril 1998, le Dr Juliette Boillon, une adepte médecin, est radiée de l'Ordre des médecins pour avoir établi un faux certificat de vaccination, mettant ainsi en péril la santé d'un enfant de 5 ans ayant contracté le tétanos. Deux mois plus tôt, les parents de ce dernier avaient été mis en examen pour « soustraction aux obligations légales ayant compromis la santé d'un mineur », et le médecin pour « faux et usage de faux ».
Finalement, le 7 juillet 1999, la cour d'appel de Grenoble, confirmant le jugement du tribunal correctionnel de Valence du 30 mars 1999, condamne :
- Maïté et l'ex-médecin du groupe à deux ans de prison dont un ferme, 30 000 francs d'amende (uniquement pour Maïté) et 4 000 francs à l'ADFI (qui s'était portée partie civile), à cause des deux décès ;
- un couple de la communauté à un an de prison avec sursis pour avoir refusé un traitement antibiotique à leur fille, souffrant d'une toxoplasmose congénitale neurologique ;
- un autre couple à deux ans de prison dont un ferme, à 40 000 F d'amende et au retrait de l'autorité parentale.